# 댄스 오브 드래곤
"댄스 오브 드래곤"은 2012년에 개봉한 대한민국 & 싱가포르 & 미국의 합작 영화이다.

## 캐스팅
- 장혁 : 권태산 역
- 제이슨 스콧 리 : 쳉 역
- 범문방 : 에미 역
- 케이 통 림 : 리 바오 역
- 김응수 : 태산 아버지 역
- 이영미 : 태산 어머니 역
- 여진구 : 어린 권태산 역
- 알렉산드라 리 : 어린 에미 역
- 카렌 림 : 에미 어머니 역
- 제이슨 챈